# عبدي هيبا

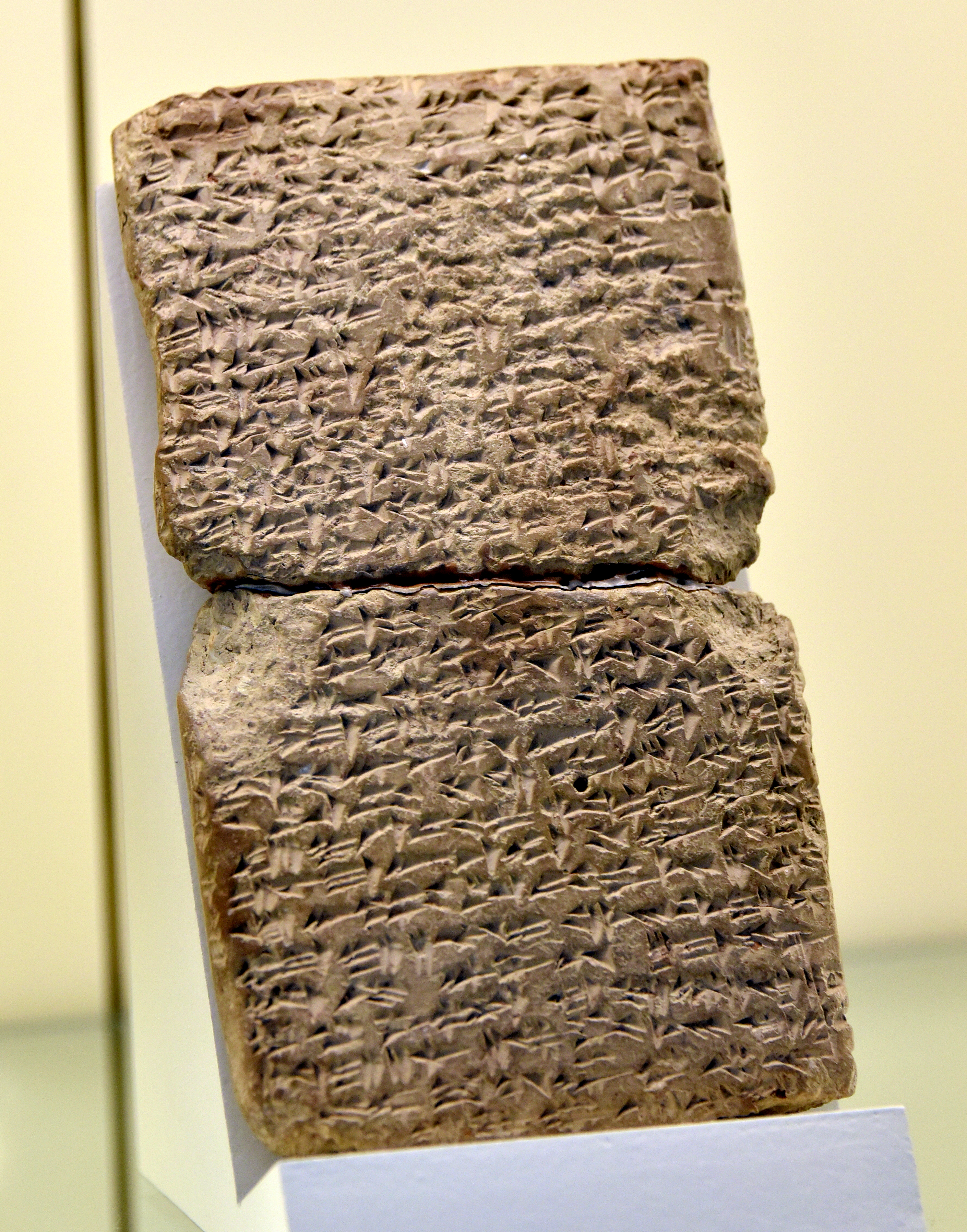
إحدى رسائل العمارنة في متحف الشرق الأدنى في برلين عبدي-هيبا بالقدس إلى الفرعون المصري أمنحتب الثالث خلال النصف الأول من القرن الرابع عشر قبل الميلاد.

عبدي هيبا أو عبدو خيبا (Abdi-Heba) أو عبدي خيبات (Abdi-Hebat)، هو أحد الملوك (الحكام) لمدينة أورشليم (القدس) والمناطق حولها في القرن الرابع عشر قبل الميلاد. نعلم عنه من الرسائل التي وجهها إلى الملك المصري إخناتون، وعددها ستة رسائل (من EA 285 إلى EA 290 ) وجدت ضمن أرشيف رسائل تل العمارنة، كما أنه يذكر في رسالتين أخرتين.
اسمه يعني عبد (خادم) الإلهة خبات (أو هبا أو هبة) وهي إلهة حورية

## سيرته

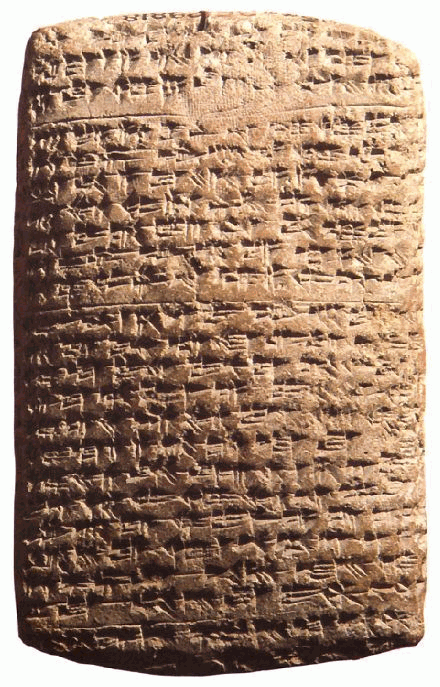
EA 161، رسالة من أزيرو، زعيم أمورو، يعرض قضيته إلى فرعون (لاحظ تقسيم الفقرات).

يمكن أن يلا حظ من الرسائل رغبت عبيدي هيبا في تأكيد ولاؤه للملك المصري الذي كان يتحكم بمنطقة غرب الهلال الخصيب ويأخذ من حكامها الذين يسمون (حزانو) الجزية، وبالمقابل يساعدهم في توطيد حكمهم عن طريق حاميات عسكرية يرسلها لمساعدة من يرضى عليه
كما نلاحظ أن عبدي هيبا يحذر الملك من فقدانه السيطرة على أرض مملكته حول أورشليم وبالتالي سيطرة العبيرو وهم جماعات خارجة عن النظام السياسي والاجتماعي وترتبط بأعمال السرقة وقطع الطرق والنهب والفوضى، ويستنتج عدم اهتمام الملك المصري في هذه المنطقة الفقيرة
كما نقرأ عن محولات عبدي هيبا توسيع نفوذه في المنطقة الشمالية بعد موت لابعيا ملك شكيم القوي، ففي رسالة شوارداتا (Suwardata) (الرسالة EA 280) يشتكيه بها للفرعون إلا أن شوارداتا عاد وأشاد به لوقوفه بجنابه ضد العبيرو ( الرسالة EA 366 )
ولا نعرف للأسف ماذا حصل بالنهاية لعبدي هيبا

## من رسائل تل العمارنة
يمكن استنتاج بعض المعلومات عن عبدي هيبا من رسائل تل العمارنة منها:

### EA 285
"...فأني أرجو من الملك أن يصغي لخادمه عبدي هيبا . 
إن لم يكن ممكناً لآن تزويدي بالجنود الراماة . 
فلعل الملك يبعث نائبه ليحضر له الحاكم ...
وفيما يتعلق بجنود الحامية التابعين لـ أدايا . 
فنائب الملك يطلب بيتهم . 
فلعل الملك يهتم لأمرهم . 
ولعله يرسل مندوب على عجل "

### EA 286
رسالة عبدي هيبا للفرعون يأكد ولاؤه ومخاوفه من سيطرة العبيرو على مملكته.
"رسالة خادمك عبدي هيبا. 
أسجد عند قدمي الملك سبع مرات وسبع مرات. 
أي خطأ اقترفته بحقك ياسيدي. 
إنهم يدينونني أمام سيدي الملك قائلين. 
لقد ثار عبدي هيبا على سيده الملك. 
لكني أدرك أنه لا أبي ولا أمي وضعاني في مكاني هذا . 
إنما ذراع الملك القوية. 
لماذا من بين جميع الناس أقترف ذنباً ضد سيدي الملك. 
أقسم بحياة الملك أني قلت لمندوب سيدي الملك. 
لماذا تفضل العابيرو على الحكام .
لهذا السبب أني مُدان أمام سيدي الملك.
مُدان لأني أقول . لقد ضاعت أرضي سيدي الملك
أتمنى على سيدي الملك أن يعلم بأن (إنهيامو) قد أخذ التي وضعها هنا سيدي الملك . 
وصرنا بلا حامية. فلعل سيدي الملك يهتم لأمر أرضه. 
لعل سيدي يهتم لأمر أرضه. 
أنا أقول: سأفد على سيدي الملك. سأزور سيدي الملك
لكن الحرب ضدي قاسية وتمنعني من التوجه لسيدي
أتمنى على الملك أن يستحسن رأيي ويرسل ليّ حامية لأتمكن من التوجه إلى سيدي وزيارته. 
أقسم بحياة سيدي الملك. 
كلما جاء مندوبو الملك كنت أقول لهم : لقد ضاعت أرضي سيدي الملك
لكنهم ما أصغوا ليّ. 
لقد ضاع الحكام ولم يبقى لسيدي الملك حاكم موالٍ واحد. 
لعل الملك يعير مسألة الجنود الرماة اهتمامه ويرسل إلينا عدد منهم 
لم يبق ثمة أرض للملك. 
فلقد سلبها العبيرو كلها. 
إذا جاءنا الجنود الرماة في هذا العام فإننا سنحفظ أراضي سيدي الملك . وإلا فإن الأرض سوف تضيع "

### EA 287
رسالة عبدي هيبا للفرعون يشكو سوء أوضاعه وعدم قدرته الإنفاق على الجنود النوبيين الخاصين بالفرعون
"...أتمنى على سيدي الملك أن يعلم أن جميع الأراضي تعيش بسلام إلا أنا أعيش في حرب.
فلعل الملك يهتم بأمر أرضه. 
هذه أراضي گزرو (جازر) وعسقلونا (عسقلان) ولخيشي (لخيش) قد حصلت على الطعام والزيت وكل ما يلزم.
أتمنى على سيدي الملك أن يعلم أن يعير اهتمامه لمسألة الجنود الراماة.
ليعود الحكام لطاعة سيدي الملك.
ولكن إذا لم يأت الرماة فلن يكون للملك أرضٍ ولا حكام.
هذه أورشليم (القدس) لم يعطني إياها أبي ولا أمي وإنما ذراع الملك القوية.
أنظر ما فعله مليكو وأبناء لابعيا لقد أعطوا أراضي الملك للعبيرو.
تأكد يا سيدي بأني مستقيم اتجاهك.
أما بخصوص الكوشيين (النوبيين) فبمقدور الملك أن يستعلم من مندوبيه عما فعلوه.
لقد كان بيتي منيعاً لكنهم صدعوا سقفه.
وكان علي أن أستخدم دعامة للعصول على سترٍ.
فإذا كان الملك عازم على إرسال قوات إلى أورشليم .فليأت معهم ضابط من أجل الخدمة النظامية الدائمة .
لقد غدت الأرض مقفرة بسبب النوبين.
فعسى سيدي الملك أن يؤمن لهم خبزاً وزيتاً وثياباً حتى يأتي بورو المندوب الملكي إلى أرض أورشليم.
لقد غادرنا أدايا مع الحامية التي زودنا بها الملك.
قال لي أدايا إنه ماضٍ وعليّ أن أبقى ولا أترك المكان.
لهذا أنا محتاج لتزودوني بالجنود في هذ ه السنة ولأستقبل مندوب الملك أيضاً "

### EA 366
رسالة شوارداتا (Suwardata) حاكم قليتو (Qiltu) يذكر بها وقوف عبدي هيبا لجنابه
"لعل سيدي الملك يحاط علماً بأني ضربت بقوة قوات العبيرو التي هاجمت الأراضي التي أعطاني إياها مولاي الملك.
ولعله يحلط علماً بأن أخواني تخلو عني جميعاً إلا عبدي هيبا الذي خاض معي الحرب ضد العبيرو.
كما هب لنجدتي كل من سوراتا حاكم عكا وإنداروتا حاكم أكشف (AKŠAPA) وأرسلوا لي 50 عربة .
وهما الآن إلى جانبي في الحرب "